# Lomagramma grosseserrata
Lomagramma grosseserrata là một loài thực vật có mạch trong họ Lomariopsidaceae. Loài này được Holttum mô tả khoa học đầu tiên năm 1937.